# Brian Hall (Fußballspieler, 1946)
Brian William Hall (* 22. November 1946 in Glasgow; † 16. Juli 2015) war ein schottischer Fußballspieler. der in den 1970er Jahren beim FC Liverpool unter Vertrag stand.

## Leben
Hall studierte Mathematik an der University of Liverpool. Während seiner Studienzeit spielte er bei Amateuren des FC Liverpool und nach seinem Abschluss wurde er Spieler der Profimannschaft. 
Mit dem FC Liverpool gewann Hall 1973 und 1976 sowohl die englische Meisterschaft als auch den UEFA-Pokal. Hinzu kam der Sieg im Finale des FA Cups 1974 gegen Newcastle United. Im Jahr 1976 verließ Hall Liverpool, um bei Plymouth Argyle und kurz darauf beim FC Burnley zu spielen. 1980 beendete er seine Karriere. 1991 kam er als Public Relations Director zum FC Liverpool zurück und kümmerte sich unter anderen um den International Supporters Club. Brian Hall starb am 16. Juli 2015 an Leukämie.